# Homo floresiensis
Homo floresiensis, conocido como hombre de Flores y apodado hobbit, es una especie extinta del género Homo. Es extraordinaria por el pequeño tamaño de su cuerpo de apenas un metro de estatura, y 25 kg de peso, su cerebro de menos de 400 c. c., y por su reciente desaparición, pues ha sido contemporánea de los humanos modernos (Homo sapiens). Descubierta en 2004, se pensó inicialmente que había habitado hasta hace 12 000 años en la isla de Flores en Indonesia. Sin embargo, a raíz de las excavaciones realizadas por el Australian Research Council entre 2007 y 2014 se hicieron nuevas investigaciones publicadas en marzo de 2016 en la revista Nature que proponen la fecha de extinción del H. floresiensis hacia 50 000 años atrás, coincidiendo con los años de expansión del H. sapiens en la zona.

## Descubrimiento

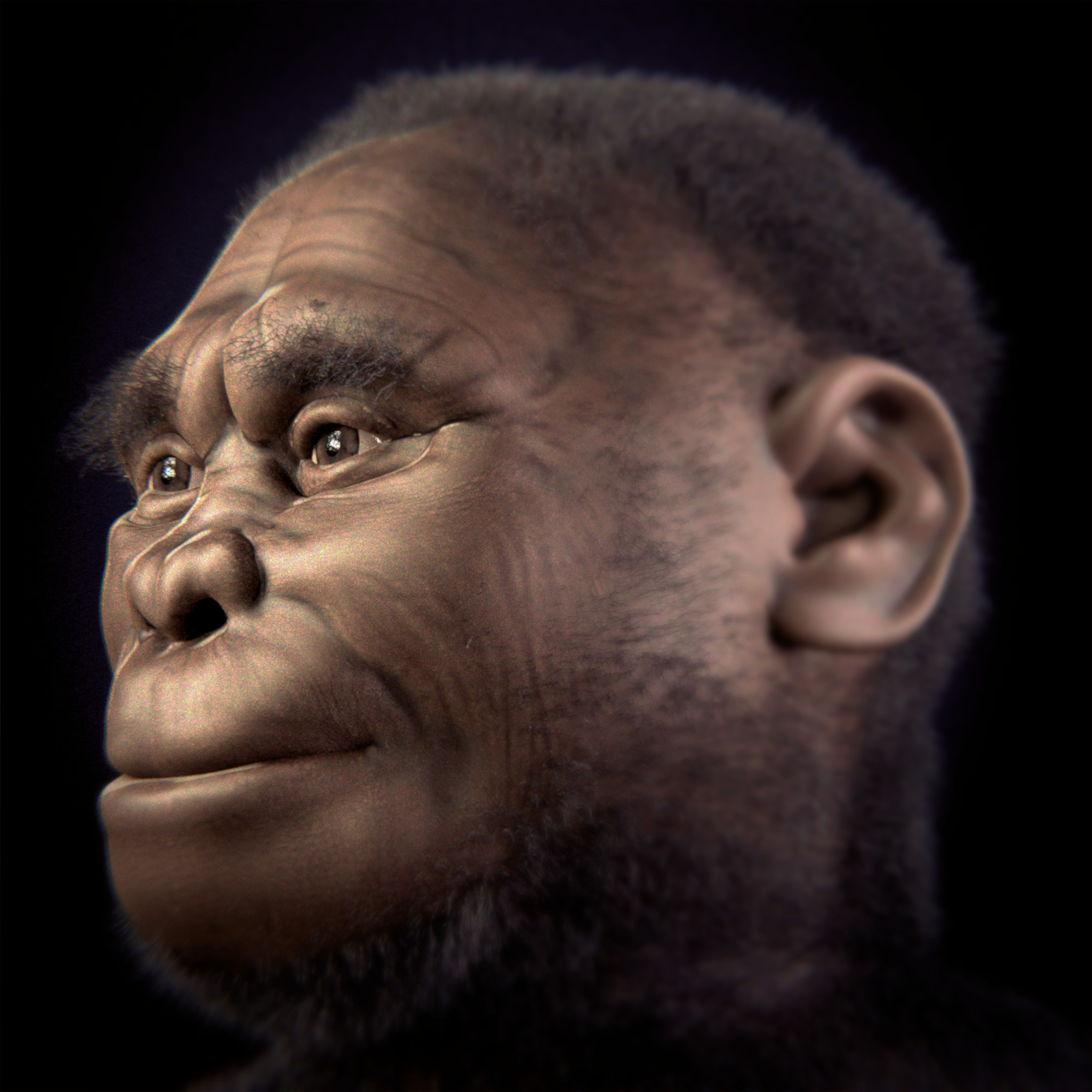
Reconstrucción facial forense del LB1 de la especie Homo floresiensis.

En 2003, en yacimientos en la cueva de Liang Bua, se descubrió un esqueleto fosilizado, que se dató con una antigüedad en 18 000 años, designado como LB1, muy completo excepto por los huesos del brazo, que todavía no se habían encontrado. Posteriormente, en 2004 en el mismo lugar, se recuperaron partes de otros nueve individuos, todos diminutos, incluida una mandíbula designada como LB6, así como los huesos del brazo derecho pertenecientes al ejemplar original y herramientas de piedra igualmente pequeñas, de estratos comprendidos entre 90 000 y 13 000 años de antigüedad.
La isla de Flores ha sido descrita (en la revista Nature) como «una especie de mundo perdido», donde animales arcaicos, extintos hace tiempo en el resto del mundo, habían evolucionado a formas gigantes y enanas por especiación alopátrica. La isla estaba habitada por elefantes enanos (una especie de Stegodon) y lagartos gigantes similares al dragón de Komodo, así como por Homo floresiensis, que puede ser considerada una especie de humano enano.
Los descubridores, liderados por Mike Morwood y Raden Soejono, apodaron con fines publicitarios «hobbits» a los miembros de la diminuta especie, como la raza ficticia de gente pequeña del legendarium del autor británico J. R. R. Tolkien. Homo floresiensis tiene unos 74 000 años de antigüedad. También están ampliamente presentes en esta cueva sofisticados utensilios de piedra de un tamaño considerado adecuado para un humano de 1 metro de estatura. Dichos utensilios parecen tener una antigüedad de entre 95 000 y 13 000 años y están asociados con elefantes estegodontes jóvenes, presumiblemente presas del hombre de Flores.
Los especímenes no están fosilizados, sino que tienen lo que ha sido descrito en un artículo de Nature «la consistencia del papel mojado secándose» (una vez expuestos, los huesos deben dejarse secar antes de que puedan ser extraídos).
Los investigadores esperan encontrar ADN mitocondrial en buen estado para compararlo con muestras de especímenes no fosilizados de H. neanderthalensis y H. sapiens similares. Sin embargo, la probabilidad de que se haya conservado ADN es baja, pues este se degrada más rápidamente en entornos tropicales, donde se sabe que no se conserva más que algunas docenas de años. La contaminación del entorno cercano parece altamente probable dado el ambiente húmedo en el que fueron encontrados los especímenes.

## Cuerpos pequeños
Homo erectus, señalado como el antepasado inmediato de Homo floresiensis, tenía aproximadamente la misma talla que los humanos modernos. Sin embargo, los especialistas creen que a consecuencia del limitado aporte alimentario de la Isla de las Flores, la población de Homo erectus llegada al territorio de la isla de Flores hace ca. 500 000 años sufrió un fuerte enanismo insular, una forma de especiación geográfica también presente en la isla en otras diversas especies.
Aparte de la diferencia de tamaño, esta hipótesis se basa en que los especímenes parecen semejantes en sus características a H. erectus, del que se sabe que vivía en el sudeste asiático en la misma época que los hallazgos más antiguos de H. floresiensis. Estas semejanzas observadas forman la base para el establecimiento de la relación filogenética sugerida. Sin embargo, hay que tener en consideración que no se han encontrado en la isla restos correspondientes a H. erectus, y mucho menos formas de transición; hasta el momento, se han encontrado solamente pruebas materiales (herramientas de piedra), atribuible solo presuntamente a una posible ocupación por H. erectus hace 840 000 años; no se descarta tampoco que sean atribuibles a otra posible especie de homínido existente en esa época.
Así, al tener el espécimen tipo de esta especie encontrada un esqueleto bastante completo, y un cráneo casi completo de una hembra de 30 años de edad y 1,06 metros de altura, no solo presenta una drástica reducción en comparación con el H. erectus, sino incluso una talla algo menor que la del Australopithecus, un ancestro tres millones de años más antiguo y que no se pensaba previamente que se hubiese expandido más allá de África. Esto tiende a calificar a H. floresiensis como el miembro más «extremo» de la extensa familia humana; ya que serían ciertamente los más bajos y pequeños.
En relación con la estatura, H. floresiensis es también bastante diminuto comparado con el tamaño del ser humano moderno. La altura estimada de un H. floresiensis adulto es considerablemente menor que la altura media adulta de todas las poblaciones humanas modernas físicamente más pequeñas, tales como los pigmeos africanos (< 1,5 m), twa, semang (1,37 m para las mujeres adultas) o los andamaneses (1,37 m para las mujeres adultas). La masa es normalmente considerada más importante biofísicamente que una medida unidimensional de altura, y por dicha medida, debido a los efectos de escala, las diferencias son incluso mayores. Se ha estimado que el espécimen tipo de H. floresiensis pesaba unos 25 kg.
H. floresiensis además tenía brazos relativamente largos, quizás para permitir a esta pequeña criatura trepar a la seguridad de los árboles cuando lo necesitaba. Estos huesos del brazo hacen que las inevitables comparaciones con los humanos modernos acondroplásicos (sobre 1,2 m) u otros enanos no sean válidas, pues estas personas no son proporcionalmente más pequeñas que las demás por regla general, sino que solo tienen sus miembros más cortos.

## Cerebros pequeños

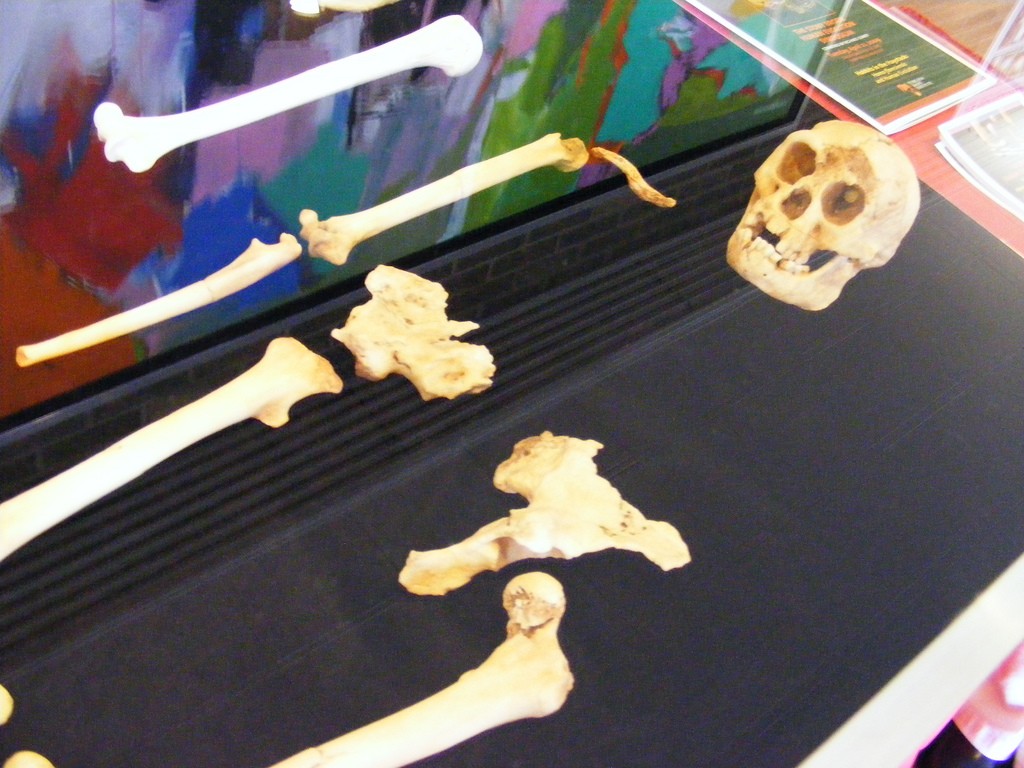
Espécimen LB1 completo en exhibición

Además de una talla corporal pequeña, H. floresiensis tenía un cerebro extraordinariamente pequeño para el género Homo. El espécimen tipo, con 380 cm³, está en el mismo rango que los chimpancés o los antiguos Australopitecus. Su cerebro está reducido considerablemente respecto al del presunto antecesor inmediato de esta especie, H. erectus, que con 980 cm³ tenía más del doble de volumen cerebral que su especie descendiente.
A pesar de la ley de la biogeografía insular, esta no explica bien la reducción del tamaño cerebral de 800 cm³ en Homo ergaster (erectus) hasta los 400 cc de Homo floresiensis. Gracias a los descubrimientos en los yacimientos de Dmanisi de Homo georgicus, cuyo cerebro era de 600 c. c. aproximadamente y estrechamente emparentados con Homo habilis, los cuales salieron del continente africano hace 1.8 millones de años llegando hasta la isla de Java, se sabe que existieron en Asia homininos con cerebros más pequeños. Además, teniendo en cuenta las características del cerebro y la inteligencia de Homo floresiensis, una de las teorías de su, todavía bastante desconocida, procedencia es que desciende de Homo erectus. Sus cerebros, a pesar de tener dimensiones diferentes, tienen una forma similar, concretamente tienen parecidos en los lóbulos frontales y temporales, que tienen una estrecha relación con las habilidades cognitivas avanzadas. Por otro lado, a causa de algunas características más primitivas en el cerebro de Homo floresiensis que en el de Homo erectus, otra teoría es que el primero desciende de Homo habilis. Una reducción de 200 c. c., es decir de los 600 c. c. de H. georgicus a los 400 c. c. de H. floresiensis, no es tan drástica como pasar de los 1100 c. c. de H. erectus a 400 c. c., lo cual los situaría más cercanos a H. habilis que a H. ergaster - H. erectus. Sin embargo, la relación cerebro-masa corporal que presenta H. floresiensis es comparable a la de H. erectus, lo que indica que es improbable que las especies difieran en inteligencia. De hecho, los descubridores han asociado a la especie algunos comportamientos avanzados.
Estos comportamientos estarían asociados a la existencia de evidencias del uso del fuego para cocinar. La especie también ha sido relacionada con herramientas de piedra de la sofisticada tradición del Paleolítico Superior típicamente asociada con los humanos modernos, quienes con 1310-1475 cm³ casi cuadruplican el volumen cerebral de H. floresiensis (con una masa corporal incrementada en un factor de 2,6). Algunas de estas herramientas fueron aparentemente usadas en la caza necesariamente cooperativa del Stegodon enano local por esta pequeña especie humana. Igualmente en otro yacimiento llamado Mata Menge, el investigador Adam Brumm y sus colaboradores detectaron que las herramientas encontradas tienen importantes similitudes con las halladas en Liang Bua; presentando las herramientas de Mata Menge una datación que arroja la asombrosa fecha de «entre 840 000 y 700 000 años». Estas fechas, indican que Homo sapiens no pudo fabricar las herramientas descubiertas en Mata Menge, y con ello probablemente también las de Liang Bua; ya que la especie Homo sapiens no existía en esa época.
Además, la isla de Flores permaneció aislada durante la edad de hielo más reciente debido a un profundo estrecho, a pesar del bajo nivel marino que unió a buena parte del resto de Sondalandia. Este hecho ha llevado a los descubridores de H. floresiensis a concluir que la especie o sus antecesores solo pudieron haber alcanzado la isla aislada por medio de algún transporte marítimo, quizás llegando en balsas de bambú hace unos 100 000 años.
Estas evidencias observadas de tecnología avanzada y cooperación a un nivel humano moderno ha impulsado a los descubridores a proponer que H. floresiensis tendría casi con total certeza lenguaje. Estas sugerencias han resultado ser las más controvertidas de los hallazgos de los descubridores, a pesar de la probablemente alta inteligencia de H. floresiensis.

## Supervivencia
Inicialmente se estimó que esta especie ha sobrevivido en la isla de Flores tan recientemente como hasta hace 12 000 años. Sin embargo, investigaciones posteriores demostraron que el hueso más reciente de la cueva data de hace 60.000 años, y las herramientas de piedra más recientes datan de hace 50.000 años. La estimación anterior de 12.000 a. C. se debió a una discordancia no detectada en la estratigrafía de la cueva. Los huesos de H. sapiens recuperados de la cueva, que datan de hace 46 000 años, indican el reemplazo de los antiguos habitantes de H. floresiensis. También desaparecieron por esa época la megafauna de la isla, como un proboscídeo Stegodon y la cigüeña gigante, Leptoptilos robustus.
Los descubridores sospechan, sin embargo, que esta especie pudo haber sobrevivido mucho más tiempo en otras partes de la isla de Flores hasta llegar a ser el origen y fuente de las historias sobre los Ebu gogo contadas entre los lugareños. Se dice que los Ebu gogo eran cavernícolas pequeños, de pelo largo especialmente en la cabeza y torso, con rostro simiesco y de lenguaje pobre, y presentarían el tamaño de H. floresiensis. Se creía ampliamente en su existencia en la época de la llegada de los holandeses hace quinientos años, e incluso algunas historias dicen que estas extrañas criaturas fueron vistas hace tan solo un siglo. Del mismo modo, en la isla de Sumatra circulan leyendas sobre un humanoide de un metro de altura, el Orang Pendek, aunque son pocos los investigadores profesionales que las toman en serio, recibiendo más atención de la autodenominada criptozoología (disciplina cuyo enfoque suele ser pseudocientífico). Los investigadores del hombre de Flores han señalado que el Orang Pendek y otros humanoides salvajes del folclore de Asia sudoriental podrían estar relacionados de alguna forma con relatos sobre antiguos encuentros con Homo floresiensis u otros homínidos enanos aún desconocidos.

## Importancia

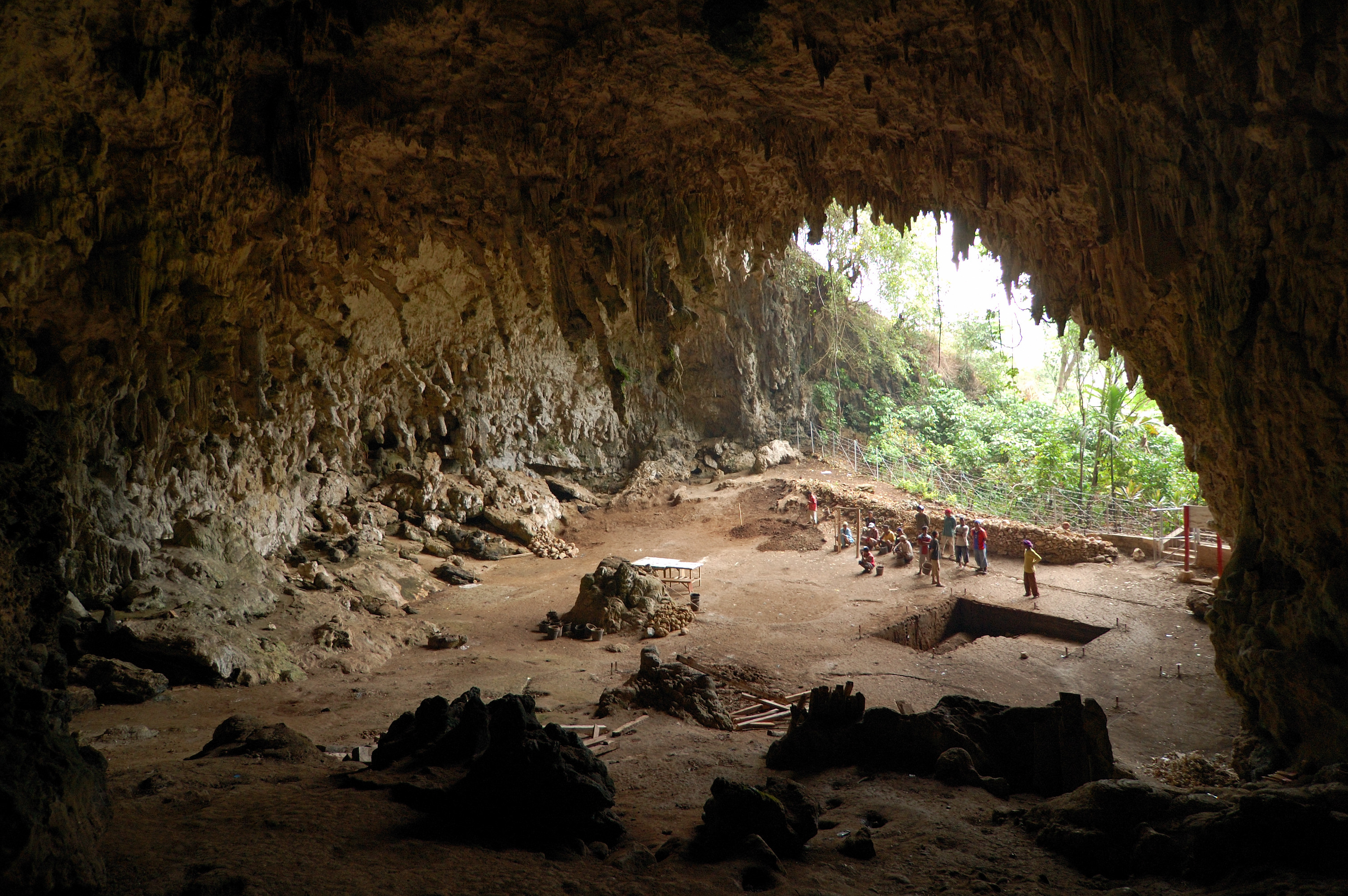
Yacimiento de Liang Bua, Indonesia.

El descubrimiento es ampliamente considerado como el más importante de su clase en la historia reciente, y fue toda una sorpresa para la comunidad antropológica. La nueva especie desafía muchas de las ideas de su disciplina. Desde el siglo XIX, cuando empezaron a descubrirse los primeros neandertales, no se habían descubierto otros homínidos coetáneos de Homo sapiens.
H. floresiensis es tan diferente en forma a otros miembros del género Homo que obliga al reconocimiento de una posible nueva e inimaginable variabilidad en ese grupo, y reafirma una tendencia intelectual lejana a la idea de la evolución lineal.
Sin duda este descubrimiento además echa más leña al fuego del perenne debate sobre los modelos africano y multirregional de la especiación de los humanos modernos, a pesar de que H. floresiensis no es propiamente un ancestro de estos. Ya se han oído voces argumentando en ambos sentidos.
Los descubridores de H. floresiensis esperan poder encontrar los restos de otra especie de Homo igualmente divergente en otras islas aisladas del sudeste asiático; y creen que es posible e incluso «probable» que alguna especie de Homo perdida pudiera hallarse aún viva en algún rincón inexplorado de la jungla. Henry Gee, un editor jefe de la revista Nature se ha mostrado de acuerdo, afirmando que: «Por supuesto eso podría explicar todas las leyendas sobre la gente diminuta —que están casi con seguridad extintas—, pero que es posible que puedan quedar criaturas como estas aún hoy. Esto es posible, ya que aún se encuentran nuevos mamíferos grandes. Con lo cual, no creo que la probabilidad de encontrar una nueva especie de humanos viva sea menor que la de hallar una nueva especie de antílope, y esto ha ocurrido». Gee también ha escrito que «el descubrimiento de que Homo floresiensis sobrevivió hasta tan recientemente, en términos geológicos, hace más probable que las historias de otras criaturas míticas parecidas a los humanos, como los "yetis", estén fundadas en una pizca de verdad... Ahora la criptozoología, el estudio de tales criaturas fabulosas, puede volver del frío».

## Reacciones
Poco después de ser descubiertos los primeros restos, se informó que el profesor Teuku Jacob, paleontólogo jefe de la Universidad Gadjah Mada de Indonesia y otros científicos, estaban en desacuerdo con la clasificación de los nuevos hallazgos dentro de una especie de Homo. «Se trata de una subespecie de Homo sapiens clasificada bajo la raza austromelanesia», afirmó Teuku, quien intenta demostrar que el espécimen hallado pertenece a una hembra de 25 a 30 años de una subespecie de H. sapiens y no de una especie nueva. Teuku dice estar convencido de que el pequeño cráneo corresponde a un humano mentalmente deficiente de una mujer moderna que sufría microcefalia; y que el cerebro del ‘hombre de las flores’ es “erróneamente pequeño” y contradice las leyes fundamentales de la biología. Según Teuku: “Lo que dice esta ley, es que si tu cuerpo tiene la mitad del tamaño normal, el tamaño del cerebro solo puede ser un 15% más pequeño que uno normal”.
Teuku también informó de que algunos científicos creían que el esqueleto encontrado podría ser de un macho con microcefalia y no de una hembra. Cuando fue entrevistado en el programa de la televisión australiana Lateline, el profesor Roberts admitió que el esqueleto puede pertenecer a un macho en vez de a una hembra, pero mantuvo enérgicamente que los restos óseos pertenecen a una nueva especie. Otro equipo alrededor de Alfred Czarnetzk y Carsten Pusch (Universidad de Tuebingen) y Jochen Weber (Schweinfurt) han podido comprobar mediante la más amplia prueba al azar de microcéfalos que Homo floresiensis no puede excluirse en el grupo de los microcéfalos.
A pesar de esto, algunas investigaciones sobre los pequeños hombres de Flores aducirían argumentos fuertes sobre la no pertenencia a una especie extinta desconocida hasta el momento, sino que tienen todas las características del moderno Homo sapiens. Según esto, los huesos, parecidos a los pigmeos, parecerían haber sido afectados de microcefalia, trastorno que hace que la cabeza y el cerebro sean mucho más pequeños de lo normal. Igualmente, el científico Peter Obendorf, de la Universidad de Melbourne, postula que lo más probable es que los Hombres de Flores padecieran una enfermedad llamada cretinismo o hipotiroidismo congénito, la cual provoca un retraso físico y mental debido a una malformación de la glándula tiroidea. El motivo de que estos humanos nacieran así, según Obendorf, pudo ser una deficiencia de yodo y selenio en sus madres, debida a la mala alimentación, a la que se unió la ingesta de alguna planta que las envenenó con cianida. Su argumento se basa en el hecho de que los fósiles aparecieron en el interior de la isla, lejos del aporte fundamental de yodo que les habría proporcionado el pescado. En cuanto a las plantas con cianida, como el bambú, aún se encuentran en la isla de Flores, y las consumen sus habitantes cuando hay sequía y vienen mal dadas, solo que ahora «las cocinan mejor».
Sin embargo, la existencia de otros hallazgos en Liang Bua, que incluyen otra diminuta mandíbula LB6 perteneciente a un adulto, de hace 15 000 años, y los huesos del brazo derecho perteneciente al ejemplar original (conocido como LB1), estarían confirmando la presencia de una duradera población enanizada desde hace unos 74 000 años a hasta hace unos 12 000 años, que convivió con los seres humanos modernos. Además el descubrimiento de otros restos, dejaría obsoleto el argumento de Teuku sobre una supuesta ley fundamental de la biología, que impediría la existencia de una criatura normal con un tamaño de cerebro igual a lo que indicarían los restos hallados en Liang Bua. Sobre la investigación publicada en la revista Science, Mike Morwood, quien ha estudiado los restos de Homo floresiensis, afirmó que la investigación realizada por R. D. Martin ignora otras pruebas procedentes de Ling Bua, tales como las características que presentan los demás huesos de los especímenes encontrados.
Así, hasta el momento la falta de hallazgos de otros cráneos ha impedido descartar totalmente la hipótesis a favor o en contra del descubrimiento de una nueva especie.

### Ética sobre el descubrimiento de los restos
Teuku también afirmó que los científicos australianos habían hecho lo que denominó como «terrorismo científico» al bautizar a los restos óseos y decidir por sí mismos (sin ni siquiera discutir el asunto con los científicos indonesios) que este era Homo floresiensis. Más aún, Teuku (y algunos otros científicos indonesios) sostiene que los australianos no actuaron éticamente al no publicar los hallazgos conjuntamente con los indonesios (a pesar de que los restos fueron hallados conjuntamente).

### Controversia sobre el acceso a los restos
El profesor Teuku Jacob que, como se dijo, no participó en el descubrimiento original y ha adoptado una postura enérgica y controvertida sobre la interpretación de los restos (aunque no más controvertida que la que tomaron los científicos australianos al bautizar y publicar los hallazgos sin discutir el asunto con Indonesia), ha tomado prestados (aparentemente sin permiso) la mayoría de los restos para sus propias investigaciones. Teuku devolvió los restos el 23 de febrero de 2005, con partes gravemente dañadas: había largos cortes en el borde inferior de una mandíbula, otra mandíbula se quebró y fue pegada con cola; la pelvis fue deteriorada, destruyendo los detalles que revelan la forma del cuerpo, la marcha y la historia evolutiva y además, se perdieron dos huesos de las piernas. Teuku afirmó que los daños ocurrieron durante el transporte entre Yogyakarta y Yakarta.
Algunos han expresado sus temores de que, como en el caso de los rollos del Mar Muerto, unas importantes evidencias científicas sean secuestradas por un pequeño grupo de científicos que ni permiten el acceso a otros científicos ni publican sus propias investigaciones. Sin embargo, estas acusaciones son bastante dudosas. Después de todo, los restos fueron descubiertos mayoritariamente por los indonesios. Teuku afirmó que, en septiembre de 2003, ningún científico australiano seguía trabajando en la excavación, mientras que algunos indonesios sí.

### Hallazgos posteriores
Investigadores de la Institución Smithsoniana publicaron el 21 de septiembre de 2007, en la revista Science, nuevas conclusiones tras analizar tres pequeños huesos de la muñeca del «Hobbit». Encontraron su muñeca muy parecida a la de simios africanos u homínidos primitivos y muy diferente de la de los neandertales o a la de los seres humanos modernos. En efecto, la configuración de los huesos de la muñeca de H. floresiensis son más semejantes a los de un chimpancé que a los de un H. sapiens, no pudiendo distribuir bien la fuerza provocada por los impactos del dedo pulgar tal cual ocurre en H. sapiens y ocurría incluso en H. neanderthalensis. Esta constatación evidenciaría que efectivamente se trata de una especie diferente, y no de un Homo sapiens enfermo. Los humanos modernos, los neandertales y Homo floresiensis comparten un ancestro común.
También según últimos estudios se descubrió que el hombro de H. floresiensis era primitivo; H. floresiensis no tenía la configuración humana moderna del hombro, pues su clavícula era relativamente más corta y la escápula alargada; con estrías osteoarticulares que lo hacen más emparentado con el de Homo erectus que con el de Homo sapiens.
Estas recientes investigaciones sobre los huesos se suman a las realizadas sobre las mandíbulas LB1 y LB6, que demuestran cómo las mandíbulas de Liang Bua carecen de la barbilla característica de H. sapiens, incluyendo los microcéfalos, siendo en cambio la carencia de barbilla una característica ancestral probada de otros homínidos como H. erectus. En 2009, la publicación de un análisis cladístico y del estudio de las medidas comparadas del cuerpo suministraron apoyo adicional a la hipótesis según la cual H. floresiensis y Homo sapiens son especies diferentes.

### Un origen más remoto
Una investigación más reciente encontró que aunque por una parte la anatomía postcraneal de H. floresiensis es claramente la de un bípedo, la secuencia del metatarso es similar a la humana y el hallux está en aducción como el de todos los Homo, por otra parte, sin embargo, el pie es proporcionalmente muy largo con respecto a la tibia y el fémur, lo cual no es característico de otros homininos, pero sí de los grandes simios africanos. Así, las proporciones de las extremidades inferiores mezclan morfologías, con un diseño primitivo que podría ser anterior a Homo erectus.
Un detallado estudio morfológico y métrico de las mandíbulas LB1, LB2 y LB6 demostró que comparten un conjunto distintivo de rasgos que las sitúan por fuera de los rangos de variación, tanto de Homo sapiens como de Homo erectus. Aunque el tamaño del molar concuerda con el de uno de estos Homo tardíos, el cuerpo de la sínfisis y la morfología del premolar, comparten similitudes con los Australopithecus y los primeros Homo. Cuando se consideran las mandíbulas, conjuntamente con la evidencia existente sobre la anatomía craneal y postcraneal, proporciones de las extremidades, y la anatomía funcional de la muñeca y el hombro, que en muchos aspectos son, más cercanos de los Homo tempranos de África o de Australopithecus, que de los Homo tardíos, las evidencias sugieren que los ancestros de H. floresiensis salieron de África antes de la evolución de Homo erectus.
Estos hallazgos plantearon la posibilidad de que Homo erectus no fuera ancestro de H. floresiensis, el cual, en cambio, provendría independientemente de algún otro hominino anterior, cuya dispersión en el sudeste de Asia aún no está documentada, u Homo georgicus (1,8 millones de años), o una rama de Homo habilis, el cual vivió hace unos 2 millones de años, o entre Homo rudolfensis (1,86 millones de años) y Homo habilis, tal y como se desprende del análisis cladístico. Esto añade controversia científica, ya que sería la primera vez que se demostraría la pervivencia de un homínido de tal antigüedad. Lo cual añadiría cambios que obligarían a rehacer el paradigma clásico de la evolución humana.
En 2017 se publicó un detallado análisis filogenético de los caracteres craneales, dentales y postcraneales de H. floresiensis y otras 7 especies de Homo y 3 de Australopithecus. Este análisis concluyó que H. floresiensis es descendiente de un linaje Homo temprano y no de H. erectus ni de un H. sapiens con alguna patología. O bien H. habilis y H. floresiensis son especies hermanas, que forman un clado, con un antepasado común y separado de otros Homo; u H. floresiensis hace parte de un taxón basal para las demás especies de Homo analizadas, originado antes de todas ellas.

## Ficción
Homo floresiensis forma parte fundamental del falso documental The Cannibal in the Jungle, de 2015, realizado para la cadena estadounidense Animal Planet. El film cuenta la historia de un científico estadounidense que en los años 1970 es condenado por la muerte de sus dos compañeros de expedición en la jungla de Indonesia, una muerte que él atribuye a unos extraños seres humanoides que habitan esa zona.